# تكنيشيوم-99
تكنيشيوم-99 (99Tc) هو نظير من التكنيشيوم ذو عمر النصف 211,000 سنة يتلاشى إلى الروثينيوم-99 المستقر، ينبعث من هذا التحول جسيم بيتا، وليس أشعة جاما. وهو أهم منتج انشطاري طويل الأمد من انبعاث اليورانيوم، و ينتج جزء كبير من مجموع انبعاثات الإشعاعات طويلة الأمد من النفايات النووية. وتكنيشيوم-99 له ناتج انشطاري قدره 6.0507٪ للانشطار النيوتروني الحراري لليورانيوم-235.
تكنيشيوم-99m (اختصارا 99mTc) هو مصاوغ نووي شبه مستقر قصير العمر (عمر النصف حوالي 6 ساعات) يتم استخدامه في الطب النووي، والذي ينتج من الموليبدينوم-99. الذي يتحلل عن طريق الانتقال المصاوغ إلى التكنيشيوم 99، وهو سمة مرغوب فيها، له عمر نصف طويل جدا وهو نوع من الاضمحلال للتكنيشيوم-99 حيث يفرض كثير من الإشعاعات على مزيد من الأجسام.

## الإشعاع
يتم إيقاف انبعاث إشعاع بيتا الضعيف بواسطة جدران المختبرات الزجاجية. وتنبعث الأشعة السينية عندما يتم إيقاف الجسيم بيتا، ولكن لا تشكل أي مشكلة طالما يتم الاحتفاظ بالجسم بعيدا بأكثر من 30 سم. استنشاق الغبار هو الخطر الرئيسي عند الاشتغال بالتكنيشيوم، فهذا التلوث الإشعاعي يمكن أن يشكل خطرا كبيرا على الرئتين كخطر السرطان. 

## وظيفته في النفايات النووية
|       | الحرارة      | السرعة       | MeV          |
| ----- | ------------ | ------------ | ------------ |
| 232Th | لا ينشطر     | 2.919 ± .076 | 1.953 ± .098 |
| 233U  | 5.03 ± .14   | 4.85 ± .17   | 3.87 ± .22   |
| 235U  | 6.132 ± .092 | 5.80 ± .13   | 5.02 ± .13   |
| 238U  | لا ينشطر     | 6.181 ± .099 | 5.737 ± .040 |
| 239Pu | 6.185 ± .056 | 5.82 ± .13   | ؟            |
| 241Pu | 5.61 ± .25   | 4.1 ± 2.3    | ؟            |

له انشطارية عالية نظرا لانتشاره، وله عمر النصف طويل نسبيا، وينتشر في البيئة، فالتكنيشيوم-99 هو واحد من المكونات الأكثر أهمية في النفايات النووية. ويقاس بالبيكريل لكل كمية من الوقود المستهلك، وهو المنتج المهيمن للإشعاع في الفترة من 104 إلى حوالي 106 من السنوات بعد إنشاء النفايات النووية. إن المنتج الانشطاري القصير الأجل التالي هو ساماريوم-151 فهو ذو عمر النصف 90 سنة، على الرغم من أن عدد من الأكتينيدات التي ينتجها يلتقطها النيوترون ولها عمر النصف في المدى المتوسط.

## الإطلاق
في البيئة ما يقدر بنحو 160 تيرا بايت (حوالي 250 كغم) من التكنيشيوم-99، حتى عام 1994، وذلك عن طريق التجارب النووية في الغلاف الجوي. ويقدر أن كمية التكنيشيوم-99 من المفاعلات النووية التي أطلقت في البيئة، حتى عام 1986، تبلغ 000 1 تيرابيكريل (حوالي 1600 كلغ)، سبب ذلك أساسا هو إعادة معالجة الوقود النووي؛ ومعظم هذا تم تصريفه في البحر. وفي السنوات الأخيرة، تحسنت أساليب إعادة المعالجة لتقليل الانبعاثات، ولكن اعتبارا من عام 2005، كان مصنع سيلافيلد هو المصدر الأول للتكنيشيوم-99 في البيئة، الذي أطلق ما يقدر بنحو 550 تيرابيكريل (حوالي 900 كيلوغراما) إلى البحر الأيرلندي ما بين 1995-1999. اعتبارا من عام 2000 فصاعدا، تم تقييد هذه الكمية عن طريق التنظيم إلى 90 تيرابيكريل (حوالي 140 كجم) سنويا.

## في البيئة
عمر النصف الطويل للتكنيشيوم-99 إضافة إلى قدرته على تشكيل الأنواع الأنيونية، تجعل منه (جنبا إلى جنب مع 129I) مصدر قلق كبير وذلك عند النظر على المدى الطويل في التخلص من النفايات المشعة عالية المستوى. وقد صممت العديد من العمليات لإزالة منتجات الانشطار من تيارات العمليات المتوسطة النشطة في مصانع إعادة المعالجة لإزالة الأنواع الكاتيونية مثل السيزيوم (على سبيل المثال: 137Cs, 134Cs) والسترونتيوم (على سبيل المثال، 90Sr). وبالتالي فإن خيارات التخلص الحالية صالحة للدفن في الصخور المستقرة جيولوجيا. ويتمثل الخطر الرئيسي في مثل هذه المرحلة في أن النفايات من المحتمل أن تختلط بالمياه، حيث يمكن أن تؤدي للتلوث الإشعاعي في البيئة. وتميل قدرة التبادل الكاتيوني الطبيعية للتربة إلى تجميد البلوتونيوم واليورانيوم والسيزيوم الكاتيونية. ومع ذلك، فإن قدرة التبادل الأنيوني عادة ما تكون أصغر من ذلك بكثير، لذلك فالمعادن أقل احتمالا لامتصاص بيرتكنيشات واليوديد الأنيوني، فلهذا السبب الكيمياء البيئية للتكنيشيوم هو مجال نشط من البحوث.
وفي عام 2012 قدم مجمع البلورية نوتردام الثوريوم بورات-1 (NDTB-1) من قبل باحثون في جامعة نوتر دام. ويمكن تصميمها على نحو آمن لامتصاص الأيونات المشعة من تيارات النفايات النووية. وبمجرد التقاطها، يمكن بعد ذلك تبادل الأيونات المشعة لأنواع ذات شحنة أعلى من مثيلاتها، وكذلك إعادة تدوير المواد لإعادة استخدامها. نتائج المختبر باستخدام بلورات ندتب-1 إزالة ما يقرب من 96 في المئة من التكنيشيوم-99.

## التحويل
تم اثبات طريقة بديلة للتخلص، إنها التحويل، في سيرن تم توضيح تكنيشيوم-99. هذه العملية التحويلية تقصف التكنيشيوم (99Tc كهدف معدني) مع النيوترونات، وتشكيل 100Tc قصير الأجل (عمر النصف = 16 ثانية) الذي يتحلل بتحلل بيتا إلى الروثينيوم (100Ru)

## وصلات خارجية
- تراكم إنتاج الانشطار النووي
- الإطلاق أو التحرير